# Solanum lignescens
Solanum lignescens là loài thực vật có hoa trong họ Cà. Loài này được Fernald miêu tả khoa học đầu tiên năm 1897.